# Родоканаки, Феодор Павлович
Феодор Павлович Родоканаки, он же Теодорос Родоканакис (греч.  Θεόδωρος Ροδοκανάκης; 1797, Хиос, Османская Греция, Османская империя — 24 февраля 1882, Одесса, Херсонская губерния, Российская империя) — российский купец греческого происхождения, судовладелец, банкир, промышленник и меценат. Был главой греческой общины и консулом Тосканы в Одессе.

## Молодость
Теодорос Родоканакис родился в 1797 году на острове Хиос, в семье Павлоса Родоканакиса и Иоанны Ралли.
И отец, и мать происходили из известных семей острова. Род Родоканакисов отмечен в истории острова с XII века.
Константинос Родоканакис (1635—1685), известный химик XVII века, был придворным врачом английских королей Карла II и Якова II.
Christopher Aidan Long, в своей огромной и скрупулёзной работе о знати, предпринимателях и судовладельцах Хиоса, даёт сведения примерно о сотне представителей рода Родоканакисов.
В современных популярных русскоязычных статьях информация о появлении Феодора Родоканакиса в Одессе носит несколько интригующий характер: В Одессу Феодор Родоканаки «попал» в 1819 году, имея при себе серьёзный стартовый капитал, около 50000 рублей (50000 рублей состояния было необходимым условием для причисления купца к Первой купеческой гильдии). «Откуда у Радаканаки взялись такие деньги — загадка. Богатством его родители не отличались, а заработать в то время такие деньги честным трудом для молодого человека практически возможным не представлялось».
Через год после начала Освободительной войны Греции, в 1822 году и во избежание восстания на Хиосе, турки заключили в тюрьму 80 человек хиосской знати. Три из них, самые знатные, Пантелис Родоканакис, Микес Скилицис и Теодорос Раллис были отправлены в Константинополь:Β-220.
После того как на Хиосе высадились самосцы, во главе с Ликургом Логофетом и часть хиосцев примкнула к восстанию, заложники в Константинополе, были обезглавлены:В-221.
Обезглавленный турками Пантелис Родоканакис приходился дядей Феодору.
С. З. Мошенский, в своей работе «Финансовые центры Украины и рынок ценных бумаг индустриальной эпохи», даёт отличное от расхожего описание появления Родоканаки в Одессе в 1819 году, с деньгами — «загадкой».
Мошенский пишет, что до этого в Одессе бывал отец Феодора, Павел.
Сам Феодор с братьями впервые прибыл в Одессу в 1813 году.
В 1819 году братья создали торговый дом с конторами в Константинополе, Смирне, Ливорно и Одессе. Феодору досталась контора в Одессе, куда он прибыл, имея при себе 150 тысяч пиастров и поддержку братьев:300.

## Торговый дом Родоканаки
Феодор Родоканакис прибыл в Одессу в 1819 году, располагая необходимым капиталом в 50000 рублей, что было необходимым условием для причисления к Первой купеческой гильдии. Одновременно он подал прошение о российском подданстве, которое было удовлетворено практически сразу. Прошение о причислении к Первой купеческой гильдии было удовлетворено только через семь лет.
В период 1818—1820 годов наблюдался рост экспорта южно-российского, венгерского и польского зерна через Одессу. Родоконакис стал упоминаться среди одесских греческих торговцев зерном, таких как Вентурис, Параскевас, Маврос, Стаматис, Яннопулос Севастопулос и др.:108.
В 1821 году созданная в Одессе тайная греческая революционная организация Филики Этерия начала военные действия против Османской империи в Дунайских княжествах, ставшие первым этапом Освободительной войны Греции (1821—1829).
Не имеется достоверных данных, подтверждающих содействие Родоконакиса гетеристам.
Напротив, финансовые данные говорят о том, что оборот торгового дома Родоконакиса вырос с 425 тысяч рублей в 1821 году, до 2,5 млн рублей в 1830 году.
Торговый дом Родоканакиса вошёл в пятёрку крупнейших предпринимателей Одессы, вместе с торговыми домами Маразли(са), Ралли(са) Хортациса (Кортацци) и Штиглица.
В 1829 году, наряду с торговым домом, Родоканаки создал банковскую контору, услугами которой пользовались греческие предприниматели Одессы:301.
Между тем, в июне 1828 года, в Вене, Родоканаки, женился на землячке Генриетте Галати, что породнило его с другим известным хиосским торговым домом, укрепило его торговые связи и усилило его финансовую позицию.
В период 1830—1840 оборот торгового дома Родоканаки достиг 4,2 млн рублей, уступая лишь обороту торгового дома Хортациса (Кортаци — 4,5 млн):301.
В 1827 году был причислен к Первой купеческой гильдии, а в 1832 году Родоканаки стал Генеральным консулом Тосканы в Одессе. 10 июля 1835 года Высочайшим указом назначен греческим консулом в городе Таганроге.
К середине 1840-х оборот торгового дома Родоканаки составлял 10 % оборота Одесского порта:302.
Родоканаки открыл представительства своего торгового дома в Дубоссарах, Таганроге, Ростове, Евпатории и Петербурге.
Кроме этого, он занялся торговлей недвижимостью и сельским хозяйством, и приобрёл несколько имений.
В 1843 году, представляя одесских купцов, Родоканаки был избран членом комиссии пароходного сообщения Одесса — Константинополь.
К 1845 году торговый дом Родоканаки стал одесским лидером по торговому обороту (4-5 млн рублей).
Как пишет Мошенский, в 1847 году, вместе с Ралли(сом), Мавро(сом), Ираклиди(сом), Миллоти(сом), Родоканаки стал соучредителем страхового общества «Чёрное море»:302.
Живший долгие годы в политической эмиграции в советской Одессе, греческий исследователь К. Авгитидис пишет, что страховая компания именовалась «Неофилемпорики» (Νεοφιλεμπορική), разрешение на её создание в Одессе у министерства финансов России было получено греческими купцами Маврокордато, Ралли и Мавросом, а Родоканакис был назначен её директором:110.
В 1848 году Российский сенат присвоил Родаканакису звание коммерции советника:303.
Он также стал депутатом Городской думы и главой Одесского окружного суда.
В 1854 году Родаканакис открыл представительство своего торгового дома в Нью-Йорке:302.
В 1861 году, за его тридцатилетнюю деятельность, Родоканаки был награждён орденом Святого Станислава 3-й степени.

## Судовладелец
Родоканаки не стал вкладывать деньги в создаваемое в тот период Черноморское акционерное общество пароходов. Вместо этого он купил собственный пароход «Михаил», который обслуживал перевозки его торгового дома. Родоканаки стал одним из первых (двух) частных пароходовладельцев на Чёрном море.
С 1835 по 1857 год он приобрёл или построил 7 судов.
К 1870 году его флот насчитывал 49 судов:303.

## Банкир и промышленник
В 1850—1860-е годы торговый дом Родоканаки стал уступать свои позиции другим греческим предпринимателям Одессы. К тому же, сразу после окончания Крымской войны, в период 1857—1859, Одессу охватил экономический кризис и греческие предприниматели города постепенно стали терять свои доминирующие позиции в городе. Торговый дом Родоканаки также стал сворачивать свои дела. Напротив, банковская контора Родоканаки показала в этот период свою жизнеспособность, открыла отделение в Петербурге и стала соучредителем многих российских банков:304.
В декабре 1867 года Родоканаки купил у князя М. В. Кочубея в Петербурге участок со всеми строениями по адресу Конногвардейский бульвар, д. 7 — знаменитый «Дом с маврами».
В 1869 году торговый дом «Ф. П. Родоконаки и К°» в Петербурге стал соучредителем Санкт-Петербургского международного коммерческого банка, а торговый дом Ф. П. Родоконаки в Одессе — соучредителем Русского для внешней торговли банка. В 1871 году Ф. П. Родоконаки в качестве петербургского 1-й гильдии купца стал соучредителем Азовско-Донского банка.
Родоканаки вложил значительные средства в акции промышленных предприятий (Южнорусский кожевенный завод, Брянский рельсопрокатный завод, Сормовский сталелитейный завод, Ленское золото-искательное товарищество и др.) и основал крупнейший в Одессе вино-водочный завод и крупнейшую в России Одесскую джутовую фабрику.

## Меценат
В 1861 году было основано Греческое благотворительное общество Одессы. Родоканаки был избран руководителем этого общества и оставался на этом посту до самой своей смерти в 1882 году.
В период Критского восстания 1866—1869 Родоканакис возглавил общество помощи восставшим критянам.
Совместно с Георгием Вуцинасом, он обеспечил подписку на Греческий заём, который обеспечил Греческое королевство необходимыми деньгами для ведения этой негласной войны.
Родоканакис пожертвовал 40 тыс. рублей на строительство здания Греческого девичьего училища в Одессе, завершившееся в 1875 году.
С момента когда в 1877 году в Греческом королевстве, по инициативе греческой королевы и русской княжны Ольги, было создано греческое общество Красного креста Родаканакис стал регулярно переводить ему значительные суммы.
Он также финансировал деятельность Красного Креста в Одессе.
В период строительства афинской больницы «Эвангелизмос» (1881—1884) Родоканаки стал одним из меценатов, финансировавших её строительство.
Он также подарил несколько картин Афинской картинной галерее.
Афинскому университету он подарил значительную ботаническую коллекцию.
Благотворительная деятельность Родоканаки была отмечена званием почётного гражданина Одессы, орденом Святой Анны и медалью «За усердие».

## Семья
С Генриеттой (Арриетой) Галати (Хиос 1806-Одесса 1887) у Родоканаки было 5 детей:
- Ифигения (Одесса 1834 — Марсель 1895)
- Периклис (Одесса 1841 — Париж 1899)
- Ариана (Одесса 1842 — Вена 1900)
- Мария (Одесса 1847 — Париж 1893)
- и родившийся и умерший через несколько месяцев на острове Сирос в 1843 году Павел

Первая дочь вышла замуж за М. Агеластоса и обосновалась в Марселе, Ариадни за Николая Маврокордато и осталась в Одессе, также как и Мария, которая вышла за своего дальнего родственника Эммануила Родоканакиса.
Перикл, несмотря на выраженное в письменной форме в завещании отца пожелание, не женился на гречанке, а взял в себе в жёны Венчеславу Барчевскую (1834—1890). 04.02.1898 г. жалован дипломом на потомственное дворянское достоинство.

## Смерть Феодора Родоканаки и закат его фирмы
За 10 лет до своей смерти, в 1872 году, Родоконаки составил своё завещание на греческом языке, имевшем тогда юридическую силу в Одессе.
Кроме различных сумм жене и дочерям, он завещал всё движимое и недвижимое имущество своему сыну, Периклу.
Он также завещал разные суммы школе и больнице на его родном Хиосе, Греческой церкви в Одессе, греческой общине Одессы, благотворительным заведениям Афин.
Ф. Родоканаки скончался в Одессе 24 февраля 1882 года, в возрасте 83 лет.
Его состояние на момент смерти, с учётом акций, оценивалось в 4 млн рублей.
Наследник, Перикл Родоканаки, до своей смерти в 1899 году сумел растранжирить половину состояния отца.
В 1901 году, во избежание полного разорения семьи покойного, торговый дом Родоканаки пришлось закрыть.